# Geografie dopravy

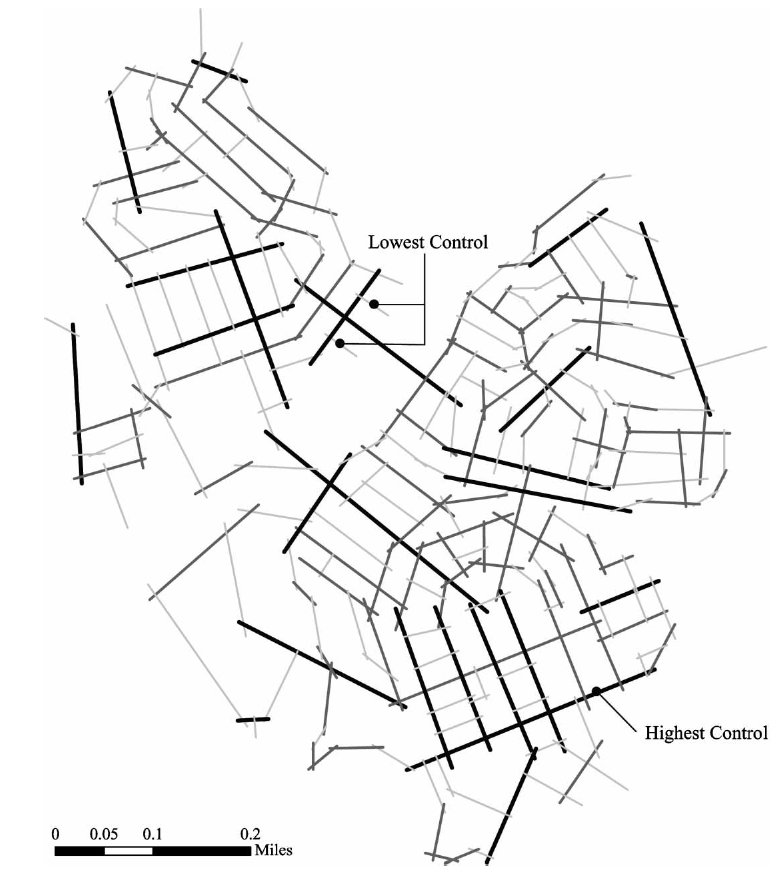
Náhled geografie dopravy

Geografie dopravy je dílčí geografickou disciplínou, která se zabývá pohyby nákladů, osob a informací, a to v širokém společenském i fyzickogeografickém kontextu.

## Historie
V 19. století byla doprava uznána jakožto činitel změny v geografickém prostoru. Na počátku 20. století vzniklo studium doprav jakožto součásti „geografie oběhu“. V 50. letech bylo[kdo?] zahájeno studium druhů dopravy a dopravních zařízení. V 60. letech se[kdo?] aplikovaly do studia dopravy kvantitativní metody.